# Sidney (Comiczeichner)
Paul Ramboux alias Sidney (* 1932 in Belgien; † 5. Oktober 2023) war ein belgischer Comiczeichner.

## Werdegang
Nach dem Studium am Institut Saint-Luc fand Sidney eine Anstellung bei Tintin, wo er 1960 seine erste Arbeit veröffentlichen konnte. Den Kurzgeschichten mit historischen Themen blieb er jahrelang treu.
Unter den Namen Kovak, Ramboux oder Malois veröffentlichte er auch in Spirou. Es entstanden 70 Kurzgeschichten von Onkel Paul, die von Octave Joly getextet wurden. Für Joly, der von Jean-Michel Charlier unterstützt wurde, zeichnete er auch den dritten Teil von Marco Polo. Die früheren zwei Episoden stammten von Albert Uderzo und Pierre Dupuis.
Seinen größten Erfolg feierte Sidney mit Julie, Claire, Cécile. Der damalige Chefredakteur von Tintin bestellte eine humoristische Serie mit drei jugendlichen Heldinnen. Die Texte dazu lieferte der Autor Bom.
Sidney starb am 5. Oktober 2023 im Alter von 91 Jahren.

## Werke
- Onkel Paul (1961–1969)
- Marco Polo (1964)
- Jim Steward (1969–1970)
- Gomez et Gonzalez (1975)
- Julie, Claire, Cécile (1982–2013)